# Janusz A. Zajdel
Janusz Andrzej Zajdel (15. srpna 1938 – 19. července 1985) byl polský jaderný fyzik a spisovatel žánru science fiction. V Polsku byl od konce 70. let 20. století druhým nejpopulárnějším spisovatelem sci-fi po Stanisławu Lemovi.

## Biografie
Vystudoval fyziku na Varšavské univerzitě. Poté nastoupil do Centrální laboratoře radiační ochrany. Zde pracoval až do 80. let 20. století, byl spoluzakladatelem místní organizace Solidarity. Byl specialistou na jadernou fyziku. Na toto téma publikoval řadu článků, skript i populárně naučných knih.
V žánru sci-fi debutoval v roce 1961 v časopise „Młody Technik“ povídkou Tau velryby. Nejprve psal tradiční technologické („tvrdé“) sci-fi, později se posunul k sociálně-kritickým dílům a antiutopii, kritizující totalitu. Prvním románem v tomto duchu byl Vynález profesora van Troffa, další romány pak byly stále zřetelnější kritikou socialistického systému v Polsku.
Zajdel napsal celkem přes 80 povídek a několik románů. Měl velký vliv na další generaci polských spisovatelů scifi. Jeho knihy byly přeloženy do řady jazyků včetně češtiny. Zemřel v roce 1985 v poměrně mladém věku na rakovinu. Na jeho počest byla přejmenována cena Sfinks na Cenu Janusze A. Zajdela.